# Kasztíliai Sancia
A Kasztíliai Sancia (olaszul: Sancia di Castiglia) Gaetano Donizetti kétfelvonásos operája (opera seria). A szövegkönyvet Pietro Salatino írta  egy ismeretlen mű alapján. A művet 1832. november 4-én mutatták be először a nápolyi Teatro di San Carlóban. Magyarországon még nem játszották.

## Szereplők
| Szereplő      | Hangfekvés   | Az ősbemutató szereposztása |
| ------------- | ------------ | --------------------------- |
| Sancia        | szoprán      | Giuseppina Ronzi de Begnis  |
| Garzia, a fia | mezzoszoprán | Diomilla Santolini          |
| Ircano        | basszus      | Luigi Lablache              |
| Rodrigo       | tenor        | Giovanni Basadonna          |
| Elvira        | szoprán      | Edvige Ricci                |

## Cselekménye
Ircano mór herceg reméli, hogy feleségül veheti Sanciát, jutalomként hadi sikereiért. A királynő első minisztere, Rodrigo azonban teljes mértékben ellenzi a házasságot. Mivel úgy tudja, hogy fia, Garzia, a csatatéren meghalt, a miniszterének ellenkezése ellenére, Sancia reméli, hogy a házassággal enyhíthet fájdalmán. Garzia visszatér és elmeséli csodával határos menekülését. A trónt akarja magának. Ircano megpróbálja rávenni a gyenge idegzetű Sanciát, hogy mérgezze meg fiát. Ám amikor Garzia éppen a szájához emelné a mérgezett kelyhet, Sancia elrántja tőle és ő maga issza ki tartalmát.